# Jeff Hardeveld
Jeff Hardeveld (Delft, 27 febbraio 1995) è un calciatore olandese, difensore del Telstar.

## Carriera

### Club
Ha giocato nella prima divisione olandese.

### Nazionale
Ha giocato nelle nazionali giovanili olandesi Under-18, Under-19 ed Under-21.

## Statistiche

### Presenze e reti nei club
Statistiche aggiornate al 20 agosto 2017.
| Stagione        | Squadra         | Campionato      | Campionato | Campionato | Coppe nazionali | Coppe nazionali | Coppe nazionali | Coppe continentali | Coppe continentali | Coppe continentali | Altre coppe | Altre coppe | Altre coppe | Totale | Totale | Totale |
| Stagione        | Squadra         | Comp            | Pres       | Reti       | Comp            | Pres            | Reti            | Comp               | Pres               | Reti               | Comp        | Pres        | Reti        | Pres   | Reti   |        |
| --------------- | --------------- | --------------- | ---------- | ---------- | --------------- | --------------- | --------------- | ------------------ | ------------------ | ------------------ | ----------- | ----------- | ----------- | ------ | ------ | ------ |
| 2014-2015       | Utrecht         | E               | 15         | 1          | CO              | 0               | 0               | -                  | -                  | -                  | -           | -           | -           | 15     | 1      |        |
| 2015-2016       | Utrecht         | E               | 0          | 0          | CO              | 1               | 0               | -                  | -                  | -                  | -           | -           | -           | 1      | 0      |        |
| 2016-2017       | Utrecht         | E               | 4+3        | 0          | CO              | 1               | 0               | -                  | -                  | -                  | -           | -           | -           | 8      | 0      |        |
| lug. 2017       | Utrecht         | E               | -          | -          | CO              | -               | -               | UEL                | 1                  | 0                  | -           | -           | -           | 1      | 0      |        |
| Totale Utrecht  | Totale Utrecht  | Totale Utrecht  | 19+3       | 1          |                 | 2               | 0               |                    | 1                  | 0                  |             | -           | -           | 25     | 1      |        |
| 2017-2018       | Heracles Almelo | E               | 2          | 0          | CO              | 0               | 0               | -                  | -                  | -                  | -           | -           | -           | 2      | 0      |        |
| Totale carriera | Totale carriera | Totale carriera | 21+3       | 1          |                 | 2               | 0               |                    | 1                  | 0                  |             | -           | -           | 27     | 1      |        |

## Palmarès

### Club

#### Competizioni nazionali
- Eerste Divisie: 1

Emmen: 2021-2022